# هنري إم. أيشنر
هنري إم. أيشنر (بالإنجليزية: Henry M. Eichner)‏ هو موضح علمي ‏ أمريكي، ولد في 9 أكتوبر 1909 في كليفلاند في الولايات المتحدة، وتوفي في 24 نوفمبر 1971.